# 18874 Раульберенд
18874 Раульберенд (18874 Raoulbehrend) — астероїд головного поясу, відкритий 8 листопада 1999 року.
Тіссеранів параметр щодо Юпітера — 3,599.